# Magda Genuin
Magda Genuin (* 17. Juni 1979 in Agordo, Provinz Belluno) ist eine ehemalige italienische Skilangläuferin.

## Leben und Karriere
Während ihrer Juniorenzeit war Genuin eher auf den längeren Distanzen erfolgreicher. So erreicht sie bei der Juniorenweltmeisterschaft 1998 in Saalfelden und 1999 in Pontresina jeweils den 13. Platz über 15 Kilometer Distanz. Während sie jedoch bei ihrem ersten Weltcupeinsatz 2000 über 5 Kilometer in Bormio nur im hinteren Mittelfeld einkam, gelang ihr bei ihrem zweiten Einsatz ein Jahr später beim Sprint in Asiago mit Platz 17 ein Achtungserfolg. So entwickelte sich Genuin in den folgenden Jahren mehr und mehr zu einer Sprintspezialisten. In der Saison 2001/02 ersprintete sie im Val di Fiemme mit Platz sieben ihr erstes Top-Ten-Resultat. Somit war es auch keine Überraschung, dass die junge Athletin für die Olympischen Spiele 2002 in Salt Lake City nominiert wurde. Auch dort gelang ihr mit Platz 22 ein achtbares Resultat. Dieses Ergebnis konnte Genuin bei den Nordischen Skiweltmeisterschaften 2003 im eigenen Land noch mal um fünf Plätze verbessern. Während sie in der Saison 2003/04 weiterhin kontinuierlich Weltcuppunkte in den Sprintwettbewerben verbuchen konnte und sich sogar in Distanzrennen unter den besten Dreißig platzieren konnte, scheiterte sie in der Saison 2004/05 meist schon in der Qualifikation für die Finalläufe. Dies führte dazu, dass sie nicht für die Nordischen Skiweltmeisterschaften 2005 in Oberstdorf nominiert wurde.
Aber schon in der darauffolgenden Saison stabilisierten sich ihre Leistungen wieder, so dass sie bei den Olympischen Spielen 2006 im heimischen Pragelato teilnehmen konnte. Im Sprintwettbewerb belegte sie dort den 19. Platz. Bei den Nordischen Skiweltmeisterschaften 2007 im japanischen Sapporo erreichte Genuin erneut die Finalläufe im Sprintwettbewerb und belegte im Endklassement den 28. Platz. Überraschenderweise erkämpfte die Sprintspezialistin bei ihrem Einsatz über die 10 Kilometer Freistil-Distanz mit Platz 12 ihr bestes Resultat bei einem internationalen Großereignis. Die Saison 2007/08 wurde zu Genuins bisher besten Weltcupsaison. Während sie in Rybinsk mit Platz vier im Sprint noch knapp an einem Podestplatz vorbeischrammte, gelang es ihr in Canmore den dritten Platz zu ersprinten. Die Tour de Ski 2007/08 beendete sie auf den 30. Gesamtrang. Am Ende der Saison belegte sie Platz 14 in der Gesamtwertung der Sprintwettbewerbe. Im Gesamtweltcup wurde sie 29. In der folgenden Saison kam sie bei der Tour de Ski 2008/09 auf der 29. Rang. Beim folgenden Weltcup in Vancouver holte sie zusammen mit Arianna Follis im Teamsprint ihren ersten Weltcupsieg. Es folgten zwei dritte Plätze in Rybinsk und in Valdidentro. Bei den Nordischen Skiweltmeisterschaften 2009 in Liberec belegte sie den 13. Rang im Sprint. Die Saison beendete sie auf den 21. Rang im Gesamtweltcup und den siebten Platz im Sprintweltcup. Zu Beginn der Saison 2009/10 siegte sie in Düsseldorf zusammen mit Arianna Follis im Teamsprint. Im weiteren Saisonverlauf belegte sie den 23. Platz bei der Tour de Ski 2009/10 und den zweiten Rang im Sprint in Rybinsk. Bei den Olympischen Spielen 2010 in Vancouver wurde sie Fünfte im Sprint und Vierte im Teamsprint. Zu Saisonende erreichte sie den neunten Rang im Sprintweltcup. Zu Beginn der folgenden Saison kam sie in Gällivare mit der Staffel auf den dritten Platz. Die Nordic Opening beendete sie auf den 20. Rang. Im weiteren Saisonverlauf gewann sie in Düsseldorf zusammen mit Arianna Follis im Teamsprint und in Rybinsk mit der Staffel. Beim Teamsprint in Liberec errang sie zusammen mit Marianna Longa den zweiten Platz. Bei den Nordischen Skiweltmeisterschaften 2011 in Oslo belegte sie den 17. Platz im Sprint. Nach der Saison, die sie auf dem 11. Rang im Sprintweltcup beendete, beendete sie ihre Karriere.

## Erfolge

### Weltcupsiege im Team
| Nr. | Datum            | Ort        | Disziplin             |
| --- | ---------------- | ---------- | --------------------- |
| 1.  | 18. Januar 2009  | Vancouver  | Teamsprint Freistil 1 |
| 2.  | 6. Dezember 2009 | Düsseldorf | Teamsprint Freistil 1 |
| 3.  | 5. Dezember 2010 | Düsseldorf | Teamsprint Freistil 1 |
| 4.  | 6. Februar 2011  | Rybinsk    | 4 × 5 km Staffel 2    |

### Siege bei Continental-Cup-Rennen
| Nr. | Datum             | Ort                     | Disziplin                  | Serie           |
| --- | ----------------- | ----------------------- | -------------------------- | --------------- |
| 1.  | 16. Dezember 2000 | Les Saisies             | 10 km klassisch            | Continental Cup |
| 2.  | 8. Januar 2006    | St. Ulrich am Pillersee | 10 km Freistil Massenstart | Alpencup        |

## Teilnahmen an Weltmeisterschaften und Olympischen Winterspielen

### Olympische Spiele
- 2002 Salt Lake City: 22. Platz Sprint Freistil
- 2006 Turin: 19. Platz Sprint Freistil, 48. Platz 10 km klassisch
- 2010 Vancouver: 4. Platz Teamsprint Freistil, 5. Platz Sprint klassisch

### Nordische Skiweltmeisterschaften
- 2003 Val di Fiemme: 17. Platz Sprint Freistil, 38. Platz 2 × 5 km Doppelverfolgung, 42. Platz 10 km klassisch
- 2007 Sapporo: 6. Platz Staffel, 12. Platz 10 km Freistil, 28. Platz Sprint klassisch
- 2009 Liberec: 13. Platz Sprint Freistil
- 2011 Oslo: 17. Platz Sprint Freistil

## Platzierungen im Weltcup

### Weltcup-Statistik
Die Tabelle zeigt die erreichten Platzierungen im Einzelnen.
- 1.–3. Platz: Anzahl der Podiumsplatzierungen
- Top 10: Anzahl der Platzierungen unter den ersten zehn
- Punkteränge: Anzahl der Platzierungen innerhalb der Punkteränge
- Starts: Anzahl gelaufener Rennen in der jeweiligen Disziplin
- Hinweis: Bei den Distanzrennen erfolgt die Einordnung gemäß FIS.

| Platzierung         | Distanzrennen a | Distanzrennen a | Distanzrennen a | Distanzrennen a | Distanzrennen a | Skiathlon Verfolgung | Sprint | Etappen- rennen b | Gesamt | Team c | Team c  |
| Platzierung         | ≤ 5 km          | ≤ 10 km         | ≤ 15 km         | ≤ 30 km         | > 30 km         | Skiathlon Verfolgung | Sprint | Etappen- rennen b | Gesamt | Sprint | Staffel |
| ------------------- | --------------- | --------------- | --------------- | --------------- | --------------- | -------------------- | ------ | ----------------- | ------ | ------ | ------- |
| 1. Platz            |                 |                 |                 |                 |                 |                      |        |                   |        | 3      | 1       |
| 2. Platz            |                 |                 |                 |                 |                 |                      | 1      |                   | 1      | 1      |         |
| 3. Platz            |                 |                 |                 |                 |                 |                      | 4      |                   | 4      |        | 2       |
| Top 10              |                 |                 |                 |                 |                 | 1                    | 19     |                   | 20     | 9      | 8       |
| Punkteränge         | 6               | 3               | 3               |                 |                 | 3                    | 59     | 4                 | 78     | 12     | 10      |
| Starts              | 14              | 31              | 8               | 1               |                 | 17                   | 79     | 5                 | 155    | 12     | 10      |
| Stand: Karriereende |                 |                 |                 |                 |                 |                      |        |                   |        |        |         |

### Weltcup-Gesamtplatzierungen
| Saison  | Gesamt | Gesamt | Distanz | Distanz | Sprint | Sprint |
| Saison  | Punkte | Platz  | Punkte  | Platz   | Punkte | Platz  |
| ------- | ------ | ------ | ------- | ------- | ------ | ------ |
| 2000/01 | 14     | 78.    | -       | -       | 14     | 54.    |
| 2001/02 | 50     | 52.    | -       | -       | 48     | 32.    |
| 2002/03 | 20     | 70.    | -       | -       | 20     | 49.    |
| 2003/04 | 81     | 50.    | 13      | 65.     | 68     | 28.    |
| 2004/05 | 9      | 86.    | -       | -       | 9      | 64.    |
| 2005/06 | 41     | 62.    | 2       | 91.     | 39     | 37.    |
| 2006/07 | 75     | 48.    | 11      | 64.     | 64     | 31.    |
| 2007/08 | 235    | 29.    | 12      | 53.     | 221    | 14.    |
| 2008/09 | 339    | 21.    | 6       | 81.     | 325    | 7.     |
| 2009/10 | 282    | 28.    | 35      | 56.     | 215    | 9.     |
| 2010/11 | 288    | 27.    | 41      | 45.     | 225    | 11.    |